# Rue Jean-Jacques-Rousseau (Nantes)
Pour les articles homonymes, voir Rue Jean-Jacques-Rousseau.
La rue Jean-Jacques-Rousseau est une rue de Nantes, en France.

## Situation et accès
Située au cœur des quartiers historiques classiques du XVIIIe siècle dans le Centre-ville de Nantes, la rue Jean-Jacques-Rousseau est une voie piétonne rectiligne reliant la place Graslin à l'allée de la Bourse (en limite du quai de la Fosse). Elle rencontre les rues Suffren, de l'Héronnière, Santeuil, du Chêne-d'Aron et de Blois.

## Origine du nom
Elle rend honneur au célèbre écrivain, philosophe et musicien genevois, dont l'influence sur la philosophie et la littérature françaises a été grande. Les nantais l'appellent couramment « rue Jean-Jacques ».

## Historique

### Création
L'artère est créée lors de la réalisation du projet de Jean-Joseph-Louis Graslin de construire un nouveau quartier sur la butte rocheuse à l'ouest de la ville. Graslin réussit à rallier la municipalité de Nantes à son projet et travaille en partenariat avec l'architecte-voyer de la ville, Jean-Baptiste Ceineray, à partir de 1779. Le projet prévoit alors la construction d'une place en haut de la butte, d'où partirait trois rues : l'une vers le quai de la Fosse (il s'agit de la rue Jean-Jacques-Rousseau), une autre vers l'actuelle rue du Calvaire, la troisième vers l'actuelle place Royale.
Ce projet connaît plusieurs modifications, du fait de la démission de Ceineray et son remplacement par Mathurin Crucy, lequel reçoit de nouvelles instructions de la municipalité et entre en conflit avec Graslin. Néanmoins, le tracé de la rue Jean-Jacques-Rousseau est établi dès le plan Ceineray de 1779 et ne varie pas malgré la succession de projets proposés,.
De l'ensemble du projet, le percement de la rue est celui qui obtient le plus rapidement l'assentiment de la municipalité. En effet, le tracé nécessite peu d'expropriations, les terrains nécessaires étant majoritairement des dons fait par Graslin. Le coût estimé de l'opération d'ensemble conduit la Ville à proposer le seul percement de la rue Rousseau, et de remettre les autres à plus tard. Graslin parvient à financer le lancement des opérations, qui conduisent la municipalité à finalement participer à la réalisation du projet dans son ensemble.
Le plan est approuvé par l'administration municipale le 23 septembre 1780, puis par le Conseil du roi le 24 avril 1781, mais, en décembre 1781, les expropriations nécessaires au percement de la rue Jean-Jacques-Rousseau ne sont pas faites, pas plus que son tracé au sol. Jean-Joseph Graslin obtient que la Ville lui sous-traite la réalisation de la voirie prévue, contre une somme forfaitaire avantageuse pour l'administration. Les travaux effectifs commencent le 22 mars 1784. La rue Jean-Jacques-Rousseau est la première achevée, et, dans la perspective d'obtenir rapidement une plus-value en faisant monter le prix du terrain, Graslin fait construire trois immeubles dans la rue Rousseau, opération menée à bien en 1786.
Les travaux du quartier Graslin s'achèvent en 1790.

### Depuis leXIXesiècle
En 1818, Pierre Michelet, père de Charles Monselet ouvre un « cabinet de lecture » au « numéro 16 de la rue Dauphine, à l'angle de la place Graslin ». Ce salon est fréquenté par Ange Guépin, Victor Mangin père et fils, Émile Souvestre, entre autres. C'est dans cet immeuble que naît Charles Monselet (une plaque commémore cette naissance) en 1825.
La voie prend successivement les noms de « rue du Bouvet », « rue Royale », « rue Dauphine », puis « rue du Dauphin », avant d'être baptisée « rue Jean-Jacques-Rousseau ». 
Dans la nuit du 28 au 29 janvier 1842, Pierre Cambronne meurt dans son appartement situé au numéro 3 de la rue Jean-Jacques-Rousseau, où il a vécu 22 ans. Cette demeure est par la suite le siège du « Cercle Cambronne »,.
En 1846, alors que le jeune Jules Verne est élève au lycée Royal, sa famille habite au numéro 6 de la rue Jean-Jacques-Rousseau,. Plus tard, le 13 juin 1896, dans cet appartement, la première projection de cinéma en public dans la ville est présentée grâce au procédé des frères Lumière. La première projection publique à Paris a eu lieu six mois plus tôt, le 28 décembre 1895.
Lors des bombardements des 16 et 23 septembre 1943, la rue est touchée, plusieurs personnes y meurent.
À la suite des travaux de piétonnisation de la place Graslin qui se sont achevés en 2013, la municipalité a décidé une expansion du secteur piétonnier sur la totalité de la rue.

## Bâtiments remarquables et lieux de mémoire

### Immeubles
Les constructions de la rue se distinguent de celles de la place de la Bourse et du quai de la Fosse, auxquelles elle aboutit, par le parcellaire : les zones anciennes présentent des bâtiments construits sur des terrains étroits, un « parcellaire laniéré », alors que la rue Jean-Jacques-Rousseau est bordée d'immeubles de rapport, plus larges.
Le bâtiment situé au numéro 2 de la rue (à l'angle avec la place de la Bourse), construit, entre 1783 et 1784, pour le compte de Mme Geslin, veuve de négociant, est un immeuble de rapport, qui répond à l'ordonnancement et aux règles fixées par Mathurin Crucy à la fin du XVIIIe siècle. Au milieu du XXe siècle, la façade de tuffeau est l'objet d'une réfection. Des parties de la surface, notamment dans les niveaux supérieurs, sont reconstitués avec du sireuil. Malheureusement, ce matériau, placé en combinaison avec le tuffeau, provoque l'accélération de l'érosion de ce dernier. Au début du XXIe siècle, une rénovation est entreprise. Deux souches de cheminée sur la place de la Bourse ont fait l’objet d'une remise à neuf. La façade rue Jean-Jacques-Rousseau a été restaurée « à l'outil », de façon traditionnelle. Le parement de l’entresol changé à neuf, ainsi que le chaînage nord. Les appuis et consoles avec moulures des ouvertures ont bénéficié d'une réfection.

### Plaques
Le général Pierre Cambronne avait sa résidence hivernale dans l'immeuble sis au no 3 et y est décédé dans la nuit du 28 au 29 janvier 1842, ce que mentionne une plaque commémorative apposée sur la façade.
L'écrivain Jules Verne passa une partie de son adolescence (jusqu'à son départ pour Paris en 1847) dans l'immeuble au no 6 de la rue,, ce qu'une plaque apposée sur la façade indique. Sa plus jeune sœur Marie y est également née.
Une autre plaque signale que l'écrivain et gastronome Charles Monselet est né au no 16.